# Bavayia madjo
Bavayia madjo är en ödleart som beskrevs av  Rudolf Bauer JONES och SADLIER 2000. Bavayia madjo ingår i släktet Bavayia och familjen geckoödlor. IUCN kategoriserar arten globalt som nära hotad. Inga underarter finns listade.